# HMS Stubborn (P238)
Le HMS Stubborn (Pennant number : P238) est un sous-marin britannique de classe S du troisième lot, construit pour la Royal Navy pendant la Seconde Guerre mondiale. Il faisait partie des unités construites entre 1941 et 1944 par les Britanniques pour des opérations offensives. Il a survécu à la guerre et a été démoli en 1958.

## Conception
Les sous-marins de la classe S ont été conçus pour patrouiller dans les eaux resserrées de la mer du Nord et de la mer Méditerranée. Les navires du troisième lot étaient légèrement agrandis et améliorés par rapport à ceux du deuxième lot. Ils avaient une coque plus solide, transportaient plus de carburant, et leur armement était modernisé.

Schéma d'un sous-marin de classe S.

Ces sous-marins avaient une longueur hors tout de 66,1 mètres, une largeur de 7,2 m et un tirant d'eau de 4,5 m. Leur déplacement était de 79 tonnes en surface et 1 006 tonnes en immersion . Les sous-marins de la classe S avaient un équipage de 48 officiers et matelots. Ils pouvaient plonger jusqu'à la profondeur de 90 m.
Pour la navigation en surface, ces navires étaient propulsés par deux moteurs Diesel de 950 ch (708 kW), chacun entraînant un arbre et une hélice distincte. En immersion, les hélices étaient entraînées par un moteur électrique de 650 ch (485 kW). Ils pouvaient atteindre 15 nœuds (28 km/h) en surface et 10 nœuds (19 km/h) en plongée . En surface, les sous-marins du troisième lot avaient une autonomie en surface de 6 000 milles marins (11 000 km) à 10 nœuds (19 km/h), et en plongée de 120 milles (220 km) à 3 nœuds (5,6 km/h).
Ces navires étaient armés de sept tubes lance-torpilles de 21 pouces (533 mm) dont six à la proue et un tube externe à la poupe. Ils transportaient six torpilles de recharge pour les tubes d’étrave, pour un total de treize torpilles. Douze mines pouvaient être transportées à la place des torpilles intérieurement arrimées. Les navires étaient aussi également armés d'un canon de pont de 3 pouces (76 mm).
Les navires du troisième lot de la classe S étaient équipés d’un système ASDIC de type 129AR ou 138 et d’un radar d’alerte avancée de type 291 ou 291 W .

## Engagements
Le HMS Stubborn a été construit par le chantier naval Cammell Laird à Birkenhead, et lancé le 11 novembre 1942. C’est le premier (et jusqu’à présent, le seul) navire de la Royal Navy à porter ce nom de Stubborn, qui signifie en français têtu. Et de fait, son insigne représentait un âne (animal réputé comme extrêmement têtu) dont seule la tête sort des flots.
Le HMS Stubborn a passé la guerre dans les eaux territoriales britanniques, ou opérant au large de la côte scandinave, et en Extrême-Orient dans l’océan Pacifique.
En patrouille dans le golfe de Gascogne, il a tiré des torpilles sur un groupe de trois sous-marins allemands (le U-180, le U-518 et le U-530) escortés par deux destroyers. Les torpilles ont cependant toutes raté leurs cibles, et l’attaque n’a pas été remarquée par les Allemands. Les deux escorteurs ont été identifies par le HMS Stubborn  comme des destroyers de classe Narvik. Les sous-marins allemands revenaient de patrouille et se dirigeaient vers Bordeaux.
Le HMS Stubborn a également mené une attaque infructueuse contre un convoi allemand au large du Follafjord, à l’ouest de Namsos, en Norvège. Le 11 février 1944, par contre, il a réussi à couler le navire marchand allemand Makki Faulbaum, et il a  torpillé et endommagé le navire marchand allemand Felix D. à quelque 25 milles au nord-ouest de Namsos.
Plus tard, il a mené une attaque infructueuse contre un convoi allemand de cinq navires au large du fjord de Folda, en Norvège. Le HMS Stubborn a tiré six torpilles mais aucune n’a atteint sa cible. Le HMS Stubborn a été lourdement endommagé par les navires d’escorte allemands qui ont bloqué ses barres de plongée arrière, inondé un réservoir interne et endommagé une de ses hélices.
En conséquence, le Stubborn s’est enfoncé à 400 pieds et son capitaine, le lieutenant A. Duff (RN) a été forcé de faire chasser aux ballasts pour le ramener à la surface. Il a crevé la surface seulement pour plonger à nouveau brutalement à une profondeur de 500 pieds, soit 200 pieds plus profond que sa profondeur maximale prévue.
Finalement, les Allemands ont interrompu l’attaque et Duff s’est battu pour ramener son navire au port, considérablement gêné par les dommages subis et encore plus handicapé lorsque le gouvernail est devenu incontrôlable. Les destroyers HMS Swift et HMS Meteor ont rejoint le Stubborn et l’ont remorqué jusqu’à Lerwick, avec son équipage servant de « contrepoids » humain pour maintenir le sous-marin à une assiette constante. Le HMS Stubborn a ensuite été envoyé à Devonport pour des réparations majeures, où le lieutenant commander Alastair Mars l’a vu et l’a décrit ainsi :
Le HMS Stubborn fut transféré en Extrême-Orient, où il arriva mi-1945, mais il trouva encore l’occasion de s’illustrer avant la fin de la guerre. Il coula le patrouilleur japonais Patrol Boat No.2 (l’ancien destroyer Nadakaze) dans la mer de Java. En raison d’un comportement suspect des survivants, le sous-marin a reçu l’ordre de les mitrailler dans l’eau, mais avant que cet ordre ne soit exécuté, le Stubborn a été forcé de plonger par un avion décrivant des cercles, et les survivants ont été laissés en vie. Il a ensuite coulé un voilier japonais et un petit navire japonais non identifié.
Le HMS Stubborn a survécu à la Seconde Guerre mondiale, et a été coulé comme cible ASDIC au large de Malte le 30 avril 1946. Son épave se situe à environ 3 milles marins (5,6 km) au nord-est de la baie St Paul, et est posée droite sur le fond à une profondeur de 57 mètres.